# Afalia
Afalia (z gr. a – zaprzeczenie, brak, phallus – penis) – wada genetyczna charakteryzująca się brakiem męskich narządów kopulacyjnych u części osobników z populacji. Sposób dziedziczenia pozostaje słabo poznany. 
Afalia jest jedną z form tzw. Dumpton syndrome opisanego przez P.E. Gibbsa w 1993 roku. Została stwierdzona u wielu ślimaków obupłciowych, m.in. u poczwarówkowatych (Vertiginidae), ślimaczkowatych (Valloniidae), Carychium i u pomrowika małego (Deroceras laeve).